# Lana de yak

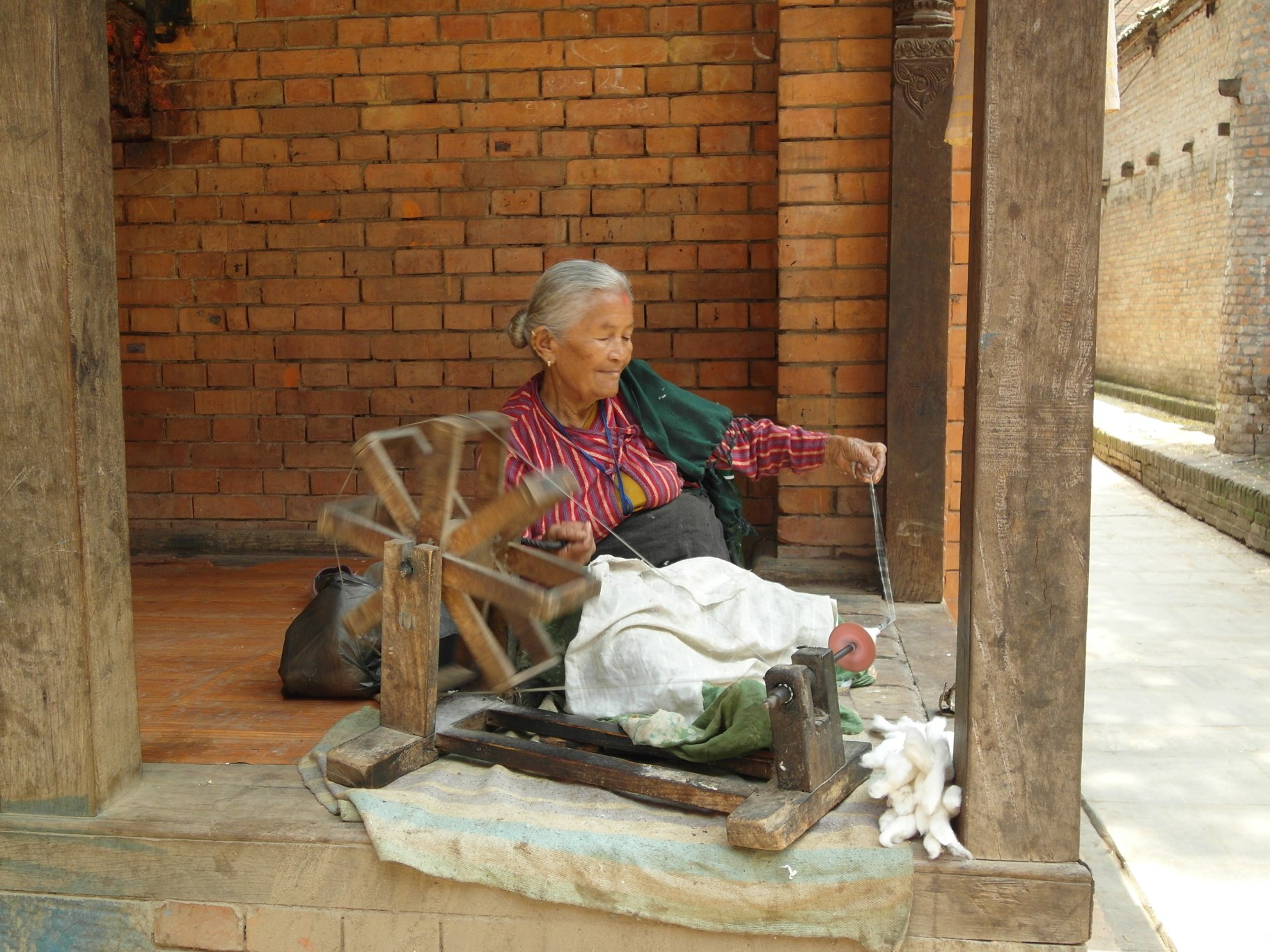
Una mujer trabajando lana de yak en Bhaktapur (Nepal).

La lana de yak es un tipo de fibra producido a partir del pelaje de los yaks (Bos grunniens), un bovino de pelo largo que habita principalmente en la región del Himalaya, la meseta tibetana y algunas áreas de Mongolia y Asia Central. Esta clase de tejido ha sido utilizado por los nómadas en la región durante más de mil años para fabricar ropa, tiendas de campaña, cuerdas y mantas. Más recientemente, la fibra ha comenzado a utilizarse en la industria de la confección para producir prendas y accesorios a precios superiores.
El pelaje del yak se compone de tres tipos diferentes de fibra que varían mucho en apariencia y características. La cantidad de lana producida por este animal depende de factores como el sexo, la edad y la raza; del mismo modo, las proporción entre las diferentes capas varían a lo largo de las estaciones del año.

## Características

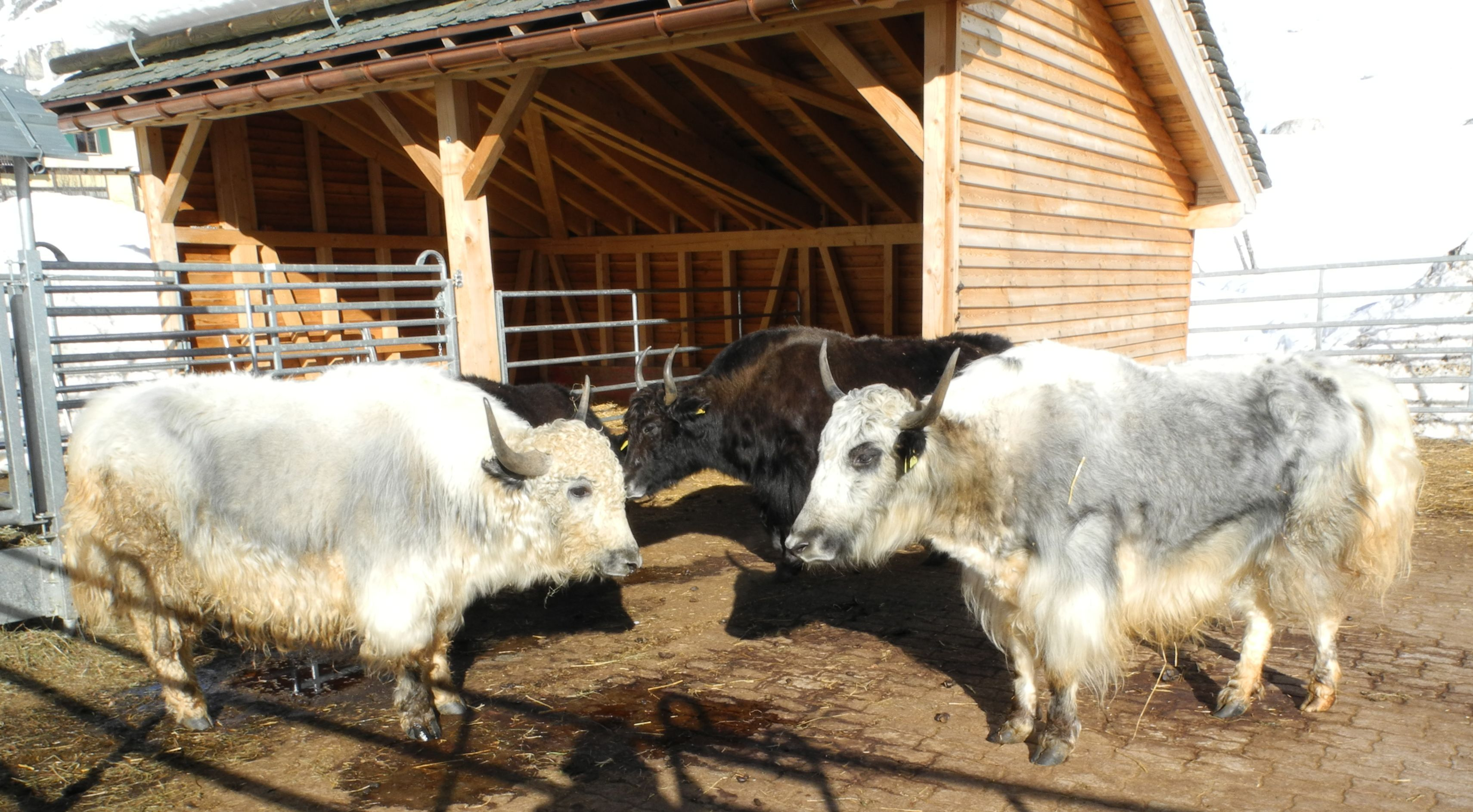
Yaks en domésticos en invierno, antes de haber mudado el pelaje.

El pelaje de yak se caracteriza por su retención del calor —incluso estando húmedo—, durabilidad y elasticidad. Todas las primaveras, estos animales pierden naturalmente su capa interior de pelaje (que representa el 20 % del total), que posteriormente se recoge al peinar al bóvido. Finalmente el pelo pasa por un proceso de limpieza y se transforma en hilos. La suavidad de esta capa de lana se debe, además del rizado de la fibra, a unas pequeñas escamas que coinciden con el eje del propio pelo.

## Producción
La lana se recolecta después del invierno, antes de que los yak la muden. Los animales son esquilados; en ocasiones, la capa interna se peina antes de esto para que no se pierda demasiada lana fina. Como regla general, las fibras procedentes del pelaje interior se utilizan para la producción de hilados. Posteriormente, las fibras pasan por los primeros pasos del procesamiento: primero, se separan por color (marrón oscuro, gris y blanco) y se lavan a mano. A su vez, el pelo exterior se separa del fino; la capa superior de lana es áspera y gruesa, por lo que daría lugar a un hilado de estas mismas características. A través de este de cardado, también se eliminan pequeñas partículas de suciedad. Tras repetir este procedimiento hasta en diez ocasiones solo restan el 40 % de las fibras recolectadas. Los productores locales emplean las capas más ásperas para la fabricación de cuerdas y tiendas de campaña.
Pese al tamaño de los yaks, la producción de lana no es particularmente alta, ya que, de media, se producen 500 g de fibra por animal anualmente. Aun así, después del procesamiento solo se conservan 200 gramos de pelaje. Por este motivo, el objetivo de la cría ha consistido en aumentar el rendimiento de la lana.

## Usos

### Tradicionales

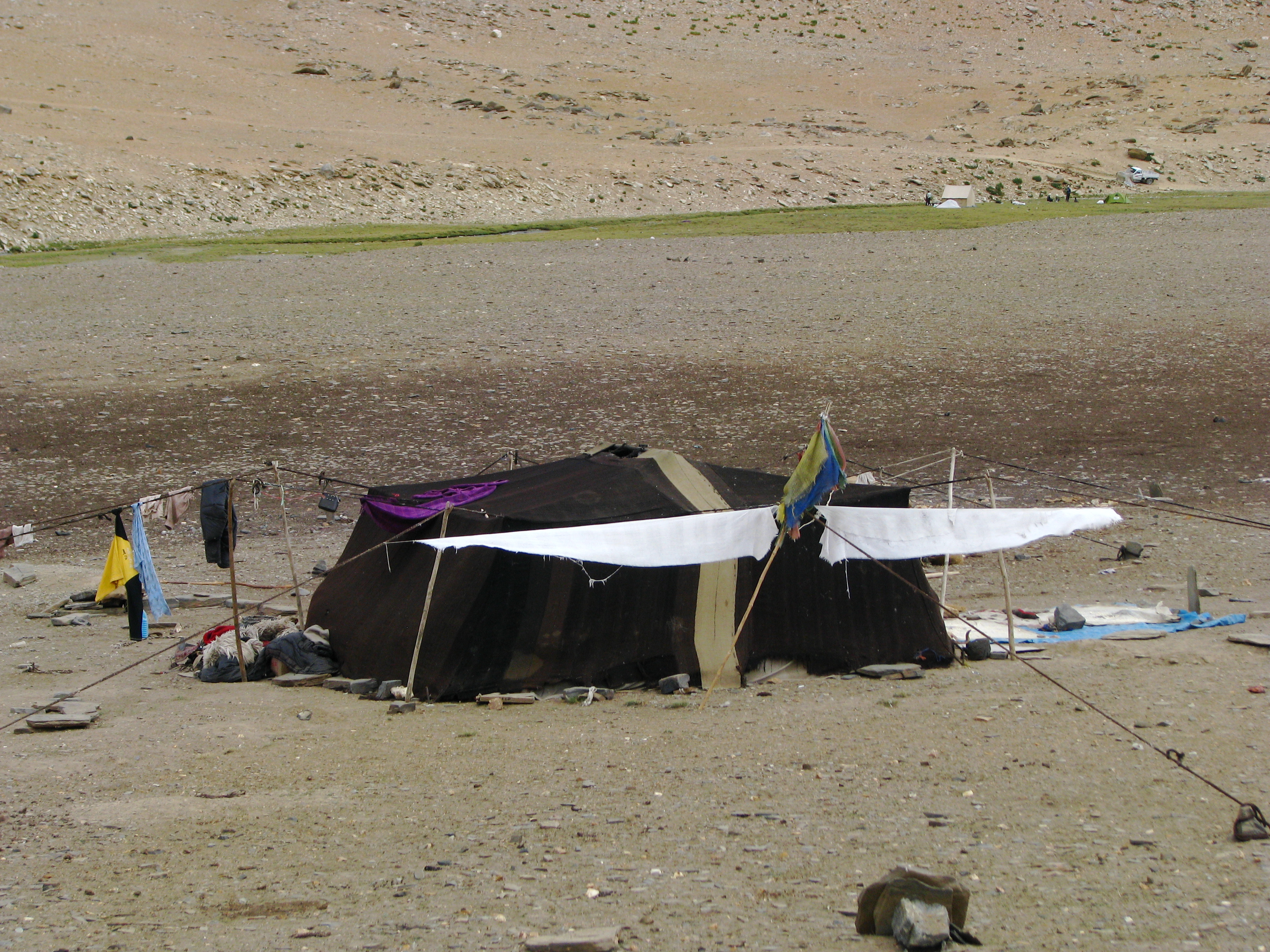
Tienda de campaña hecha con lana de yak en Ladakh (India).

Los nómadas han utilizado tradicionalmente las ásperas fibras de las capas exteriores para fabricar cuerdas y tiendas de campaña. En épocas anteriores, el cabello grueso se mezclaba con el pelo más interior para hacer el tejido más denso. Sin embargo, la creciente demanda de fibra de textura suave en el mercado internacional implica que las capas de lana más finas son el principal producto de venta. La rareza del pelaje blanco dotan a las cuerdas hechas de hilo blanco y negro de mayor singularidad. En el oeste de Sichuan (China), el 34 % de la fibra animal proviene únicamente del pelo de yak. En Bután, el pelo largo se utiliza para tejer tiendas de campaña, bolsos, alfombras y eslingas, mientras que en Mongolia se utiliza para confeccionar carpas y bolsos. Para obtener la longitud óptima, los nómadas peinan el cabello y luego lo hilan; durante este proceso, el telar determina el ancho y la altura de los componentes de la tienda, para que posteriormente los hombres los cosan entre sí con fuerza.

### Industria de la moda
Desde mediados del siglo XX se han realizado experimentos en torno al material, fomentando el interés de la industria de la confección por la lana de yak, ya que su naturaleza exótica y sus características la convierten en una alternativa a la cachemira. El jefe de diseño de Lyle y Scott considera que las fibras de yak y otras lanas «son naturales e increíblemente flexibles, más que cualquier hilo técnico». En 2012, la marca de alta gama francesa Louis Vuitton introdujo la lana de yak en su colección para el hogar y decoración, presentando un cojín hecho de esta fibra. Dos años antes, la marca de herencia británica, Dunhill, presentó su colección de temática invernal «Trans-Siberian Express», que incluía artículos mezclados con merino y yak.